# 南北部长理事会

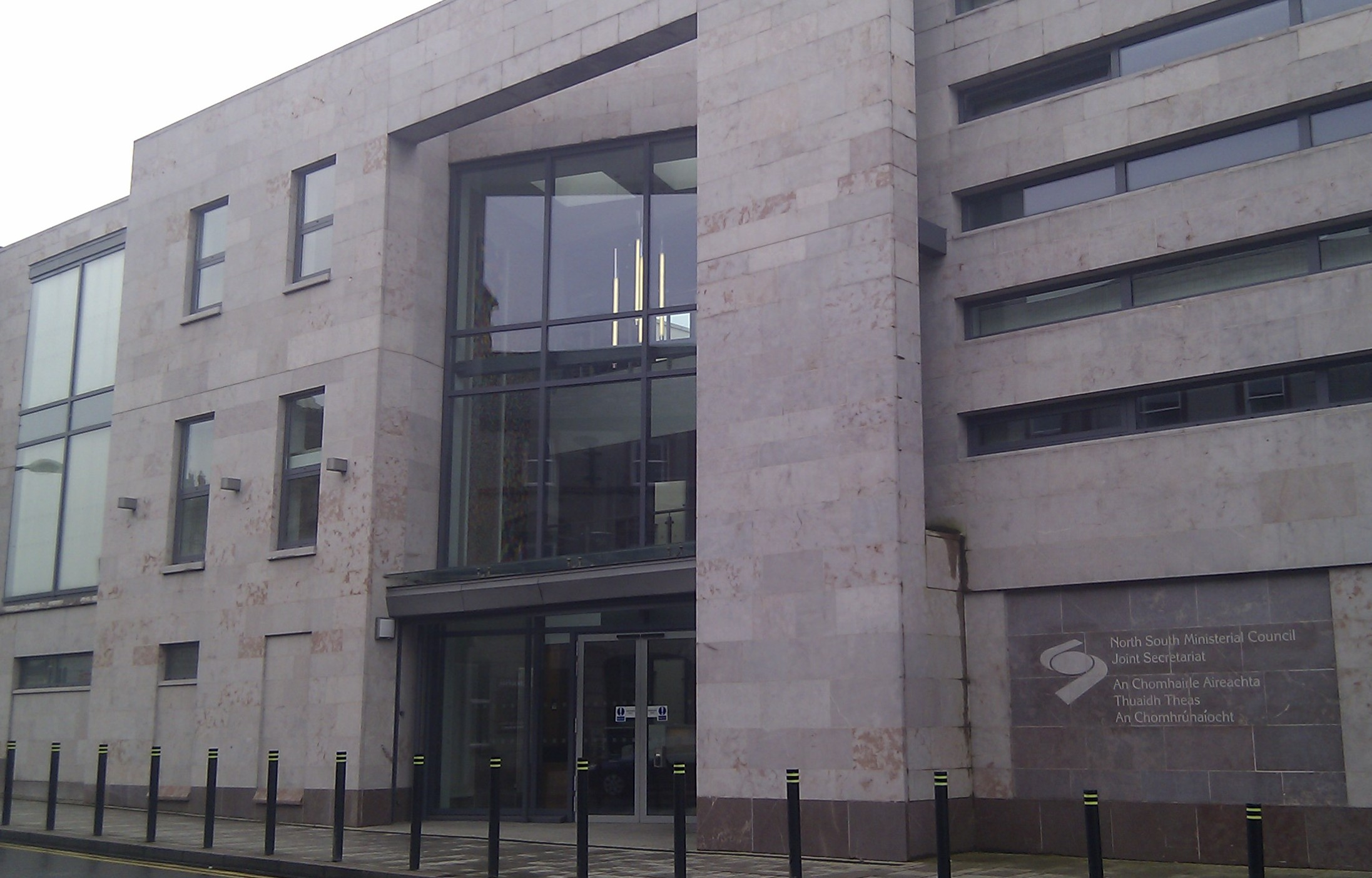
南北部长理事会办公楼，位于北爱尔兰

南北部長理事會（英語：North/South Ministerial Council）是根據《貝爾法斯特協議》成立的機構，負責橫跨整個愛爾蘭島協調活動和行使某些政府權力。
南北部長理事會採用愛爾蘭共和國和北愛爾蘭部長級會議的形式，負責十二個政策領域。其中六個政策領域由相應的南北（愛爾蘭共和國及北愛爾蘭）執行機構負責。該機構位於北愛爾蘭的阿馬。
南北部長理事會和北愛爾蘭議會是“相互依存”的機構：缺一不可。當北愛爾蘭議會休會時，合作領域的責任落在英國-愛爾蘭政府間會議上。

## 合作領域
南北部長理事會負責十二個“合作領域”。其中六個是在必須共同商定合作但在不同之司法管轄區分別實施的領域。另外六個是在共同同意並通過共享的全愛爾蘭“執行機構”實施合作的領域。
分別實施的合作領域如下：
1、農業：常見的農業政策問題、動植物健康、農業研究和農村發展。
2、教育：有特殊需要之兒童的教育、教育成績不佳之問題、教師資格和學校、青年和教師交流。
3、環境：環境保護、污染、水質管理和廢物管理。
4、健康：事故和應急計劃、高科技設備合作、癌症研究和健康促進。
5、旅遊：通過成立一家名為Tourism Ireland的新公司，促進愛爾蘭島成為海外遊客的旅遊目的地。
6、交通：在戰略交通規劃方面的合作，包括公路和鐵路基礎設施、公共交通服務以及公路和鐵路安全。
六個全愛爾蘭執行機構如下：
1、愛爾蘭水道：管理特定的和主要是休閒的內陸水道。
2、食品安全促進委員會：旨在促進食品安全意識。
3、歐盟特別計劃機構：管理和監督歐盟計劃以及國家發展計劃（愛爾蘭共和國）和北愛爾蘭結構基金計劃的共同章節。
4、南北語言體：通過兩個獨立的機構蓋格爾論壇（負責推廣愛爾蘭語）與阿爾斯特蘇格蘭機構（負責推廣阿爾斯特蘇格蘭語）推廣愛爾蘭語和阿爾斯特蘇格蘭語。
5、愛爾蘭貿易協會：負責全愛爾蘭貿易和商業發展。
6、福伊爾、卡林福德和愛爾蘭燈塔委員會：通過兩個獨立的機構湖泊局和燈光局管理和開發福伊爾湖與卡林福德湖以及燈塔。

## 會議
1999年至2015年舉行了21次全體會議：1999年至2002年、2007年至2008年每年召開一次，此後平均每年兩次。會議在南北之間輪流舉行，通常在阿馬和都柏林舉行。